# エドワード・ルセイント
エドワード・ルセイント（Edward LeSaint, 1870年12月13日 - 1940年9月10日）は、アメリカ合衆国の映画監督・脚本家・俳優である。エドワード・J・ル・セイント（Edward J. Le Saint）等と名乗った。

## 人物・来歴
1870年12月13日、アメリカ合衆国のオハイオ州シンシナティに生まれる。
1870年代、子役の舞台俳優として、ペンシルベニア州フィラデルフィアでデビューする。
1911年（明治44年）、インディペンデント・ムーヴィング・ピクチャーズに入社、メアリー・ピックフォード主演の短篇映画 From the Bottom of the Sea に出演、映画界にデビューする。翌1912年（明治45年）、マーガリータ・フィッシャー主演の Where Paths Meet で監督業に進出する。1913年（大正2年）からは俳優を休業、監督業に専念、同年12月25日、女優のステラ・ラゼット（ステラ・ルセイント）と結婚する。
1926年（大正15年）、 The Millionaire Policeman を最後に監督業を廃業する。1929年（昭和4年）から俳優業に復帰する。
1940年（昭和15年）9月10日、カリフォルニア州ロサンゼルスで死去した。満69歳没。ハリウッド・フォーエヴァー墓地に眠る。

## おもなフィルモグラフィ
- From the Bottom of the Sea : 監督不明、主演メアリー・ピックフォード、1911年 - 初出演作
- Where Paths Meet : 主演マーガリータ・フィッシャー、1912年 - 初監督作
- His Father's Rifle : 主演アール・フォックス、1914年 - 監督
- Lord John's Journal : 主演ウィリアム・ガーウッド、1915年 - 監督
- Lord John in New York : 主演ウィリアム・ガーウッド、1915年 - 監督
- The Grey Sisterhood : 主演ウィリアム・ガーウッド、1916年 - 監督
- Three Fingered Jenny : 主演ウィリアム・ガーウッド、1916年 - 監督
- The League of the Future : 主演ウィリアム・ガーウッド、1916年 - 監督
- 『三人男』（別題『教への導き』『三人の教父』） The Three Godfathers : 主演ステラ・ルセイント、1916年
- The Jackals of a Great City : 主演ハリー・ケリー、1916年 - 監督
- 『ヴィクトリア勲章』The Victoria Cross : 1916年 - 監督、早川雪洲がインド人アリムーラ役で出演。
- 『黒人の意気』 Each to His Kind : 1917年 - 監督、早川雪洲がインド王子ラーンダ役、青木鶴子がラーンダの婚約者ナダ役で出演。
- 『罪と情』 Fighting Mad : 1917年 - 監督
- 『海の娘』 Painted Lips : 1918年 - 監督
- 『終世の暗影』 Her One Mistake : 1918年 - 監督
- 『真紅の路』 The Scarlet Road : 1918年 - 監督
- 『猛鳥の行衛』 The Bird of Prey : 1918年 - 監督
- 『不思議な女』 The Strange Woman : 1918年 - 監督
- 『霊魂は叫ぶ』 The Call of the Soul : 1919年 - 監督
- 『騒がしき改心』 Hell-Roarin' Reform : 主演トム・ミックス、1919年 - 監督
- 『馬上の健児』 Fighting for Gold : 1919年 - 監督
- 『荒野の道』 The Wilderness Trail : 1919年 - 監督
- 『速力狂（英語版）』 The Speed Maniac : 主演トム・ミックス、1919年 - 監督
- 『反目の血』 The Feud : 主演トム・ミックス、1919年 - 監督
- 『彼の子の母』 The Mother of His Children : 主演グラディス・ブロックウェル、1920年 - 監督
- 『罪の無い嘘』 White Lies : 主演グラディス・ブロックウェル、1920年 - 監督
- 『サロメの妹』（別題『廻る因果』） A Sister to Salome : 主演グラディス・ブロックウェル、1920年 - 監督
- 『雪中の薔薇』 Rose of Nome : 主演グラディス・ブロックウェル、1920年 - 監督
- 『メリー・アン』 Merely Mary Ann : 主演シャーリー・メイスン、1920年 - 監督・脚色
- 『夕日の野辺』 The Girl of My Heart : 主演シャーリー・メイスン、1920年 - 監督
- 『激闘果つる迄』 Two Moons : 主演バック・ジョーンズ、1920年 - 監督・脚本
- 『紅涙の女』 Only a Shop Girl : 主演エステル・テイラー、1922年 - 監督・脚色
- 『狂乱の都』 Temptation : 1923年 - 監督
- 『結婚マーケット』 The Marriage Market : 主演ポーリン・ギャロン、1923年 - 監督
- 『白薔薇の嘆き』 Innocence : 1923年 - 監督
- 『闇を衝く影』 Brooding Eyes : 1926年 - 監督
- The Millionaire Policeman : 1926年 - 最終監督作
- 『唇の罪』 For the Defense : 監督ジョン・クロムウェル、1930年 - 出演
- 『ラスト・パレイド』 The Last Parade : 監督アール・C・ケントン、1931年 - 出演
- Huckleberry Finn : 監督ノーマン・タウログ、1931年 - 出演・ロビンソン医師役
- 『山猫酒場』 Caught : 監督エドワード・スローマン、1931年 - 出演
- 『鉄腕ジョーンズ』 Range Feud : 監督D・ロス・レダーマン、1931年 - 出演
- 『ギャング撃滅』 High Speed : 監督D・ロス・レダーマン、1932年 - 出演
- 『テキサス無頼漢』 The Texas Bad Man : 監督エドワード・レムル、1932年 - 出演
- 『六月十三日の夜』 The Night of June 13th : 監督スティーヴン・ロバーツ、1932年 - 出演
- 『兄貴は世界一』 Speed Demon : 監督D・ロス・レダーマン、1932年 - 出演
- 『戦慄を追う男』 The Thrill Hunter : 監督ジョージ・B・サイツ、1933年 - 出演
- 『恩讐』 The Wrecker : 監督アルバート・S・ロジェル、1933年 - 出演
- 『七時になると殺される』 Tomorrow at Seven : 監督レイ・エンライト、1933年 - 出演
- 『銃弾の挑戦』 Hold the Press : 監督フィリップ・E・ローゼン、1933年 - 出演
- 『我輩はカモである』 Duck Soup : 監督レオ・マッケリー、1933年 - 出演
- Frontier Marshal : 監督ルイス・サイラー、1934年 - 出演
- 『乾杯の唄』 George White's Scandals : 監督ジョージ・ホワイト、1934年 - 出演
- 『一度は凡ての女に』 Once to Every Woman : 監督ランバート・ヒルヤー、1934年 - 出演
- 『ロスト・ジャングル』 The Lost Jungle : 監督デイヴィッド・ハワード / アーマンド・シェーファー、1934年 - 出演
- 『爆弾トラック』 In Spite of Danger : 監督ランバート・ヒルヤー、1935年 - 出演
- The Oregon Trail : 監督スコット・ペンブローク、1936年 - 出演
- 『証人席』 The Witness Chair : 監督ジョージ・ニコルズ・ジュニア、1936年 - 出演
- Disorder in the Court : 監督プレストン・ブラック、1936年 - 出演
- 『からくり令嬢』 Counterfeit Lady : 監督D・ロス・レダーマン、1936年 - 出演
- 『煌めく銀星』 My Lucky Star : 監督ロイ・デル・ルース、1938年 - 出演
- 『人間エヂソン』 Edison, the Man : 監督クラレンス・ブラウン、1940年 - ノンクレジット出演
- 『そよ風の町』 Anne of Windy Poplars : 監督ジャック・ハイヴリー、1940年 - ノンクレジット出演
- A Night at Earl Carroll's : 監督カート・ニューマン、1940年 - ノンクレジット出演

## 関連事項
- インディペンデント・ムーヴィング・ピクチャーズ （en:Independent Moving Pictures）
- ハリウッド・フォーエヴァー墓地 （en:Hollywood Forever Cemetery）

## 註
1. 1 2 3 4 5 6 7 8 9  Edward LeSaint, Internet Movie Database （英語）, 2010年4月21日閲覧。
2. ↑  Edward LeSaint, allmovie （英語）, 2010年4月21日閲覧。
3. ↑  Edward LeSaint, Find A Grave （英語）, 2010年4月21日閲覧。